# NGC 981
NGC 981 è una galassia a spirale situata nella costellazione della Balena, a una distanza di circa 208 milioni di anni luce dalla nostra Via Lattea.

## Scoperta
La galassia è stata scoperta nel 1886 dall'astronomo statunitense Ormond Stone.